# Глизе 69
Глизе 69 — звезда в созвездии Кассиопеи. Измерения параллакса телескопом Hipparcos показали, что звезда находится на расстоянии 44,3 световых года (13,6 парсека) от Солнца.
Видимая звёздная величина составляет 8,40m.
Глизе 69 — оранжевый карлик спектрального класса K5,5 V, который меньше по диаметру и менее массивен, чем Солнце. Эффективная температура звезды составляет 4312 К. Возраст звезды — около 6,9 млрд лет, что значительно больше возраста Солнца (4,6 млрд лет). Глизе 69 также известна под обозначениями HD 14036 и LHS 1291.

## Планетная система
В 2019 году методом лучевых скоростей была обнаружена одна планета-кандидат.